# Journal des Demoiselles
Le Journal des Demoiselles est un titre de presse français, publié à Paris de 1833 à 1922.

## Historique
Fondé en février 1833 par madame Jeanne-Justine Fouqueau de Pussy (1786-1864) et installé au 14, rue Drouot à Paris, il parait jusqu'en 1864 en deux éditions, l'une en chamois illustrée et l'autre en chamois non illustrée. En 1865, il se développe en quatre éditions : édition chamois (mensuelle), édition violette, édition bleue, édition verte (bimensuelle), auxquelles s'ajoute une édition orange (hebdomadaire) à partir de 1869. Cette année-là, le journal absorbe le Petit courrier des dames ou Nouveau journal des modes, des théâtres, de la littérature et des arts. Certains numéros paraissent alors sous le titre Journal des demoiselles et Petit courrier des dames.
En octobre et décembre 1870 sont édités des numéros exceptionnels portant le titre de Petit courrier des dames et Journal des demoiselles réunis dont certains sont en format nain.
L'édition violette ne paraît pas de 1872 à 1904, l'édition orange devient édition blanche à partir de 1881. En 1902, le journal absorbe La Jeune fille de Bruxelles puis en 1913 le journal parisien La Lecture.
Destiné aux filles de 14 à 18 ans des milieux aisés, le Journal des Demoiselles consacra une part limitée à l’instruction et à la science, au profit de la littérature, de la mode et du théâtre. En 1863, une version pour jeune enfant est lancée par la famille Thiéry, propriétaire du journal : La poupée modèle, journal des petites filles.

## Directeur de la publication
- Jeanne-Justine Fouqueau de Pussy (1833-1852)
- Henri Thiéry (1852-1872)
- Jules Thiéry (1872-1877)
- Édouard Thiéry, Alain Thiéry, Fernand Thiéry

## Auteurs célèbres
- Zénaïde Fleuriot
- Élise Voïart
- Madame de Stolz
- Alida de Savignac
- Mathilde Bourdon
- Joséphine de Gaulle
- Christine de Pisan
- Hégésippe Moreau
- Antoinette Quarré
- Félix Davin
- Anaïs Ségalas
- Théodore Botrel
- Félix Mornand